# Nicole Trunfio

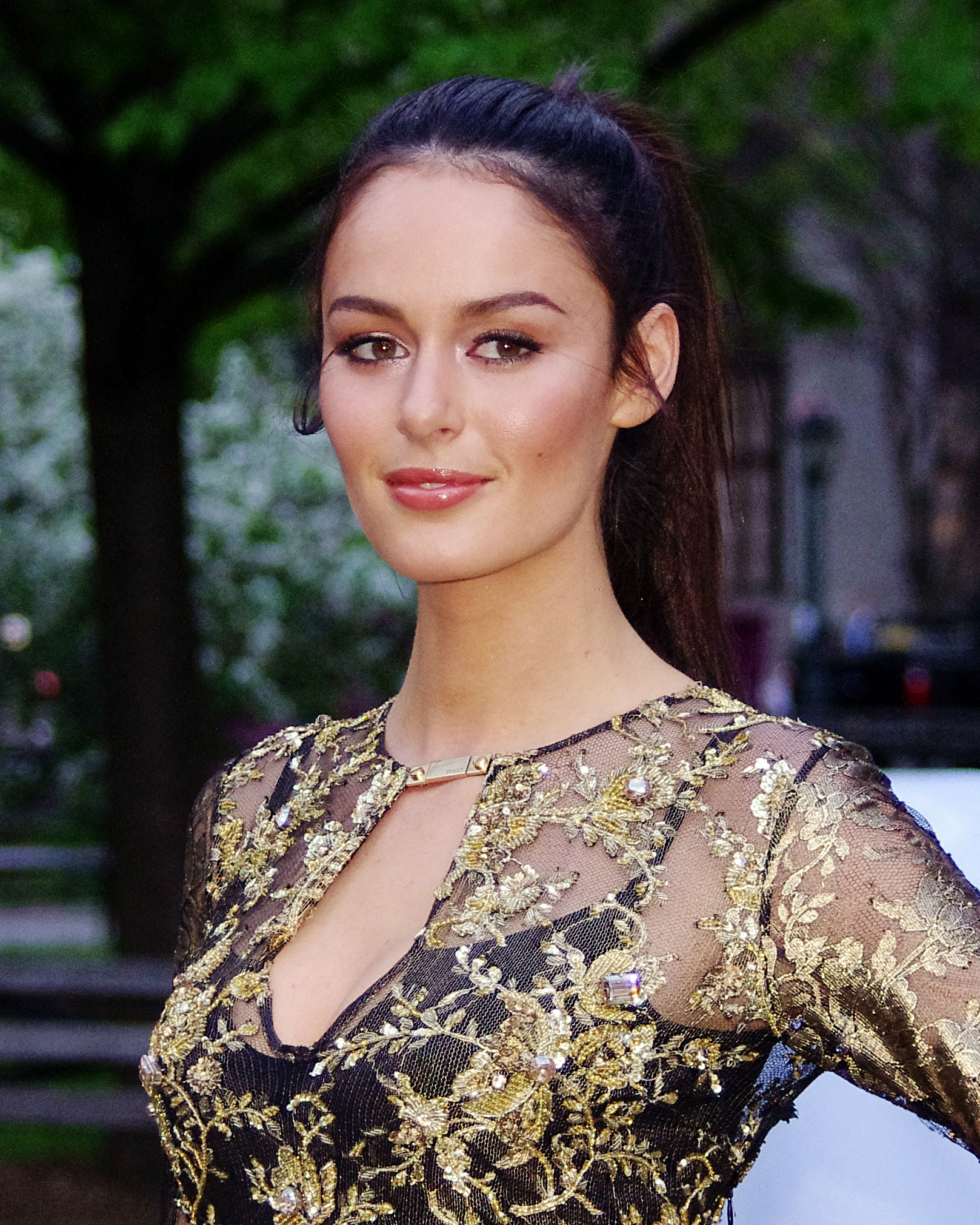
Nicole Trunfio (2012)

Nicole Trunfio (* 16. März 1986 in Merredin) ist ein australisches Model.
Nicole Trunfio war 2002 Gewinnerin der australischen Castingshow Search for a Supermodel beim Sender Network Ten. Es folgten Modelaufträge für Chanel, Dolce & Gabbana, Versace, Victoria’s Secret u. v. m. und sie wurde auf Covers der Elle, Vogue oder Harper’s Bazaar abgebildet.
2009 war sie Model-Coach bei der US-amerikanischen Castingshow Make me a Supermodel und 2014 bei der australischen Show The Face.